# Lelepa
Lelepa (oder Lélépa) ist eine Insel des südwestpazifischen Inselstaats Vanuatu. Sie gehört zu den Neuen Hebriden und ist der Nordwestküste der Insel Efate vorgelagert.
Lelepa hat einen Durchmesser von knapp fünf Kilometern in Nord-Süd-Richtung, eine Fläche von 160 Hektar, die höchste Erhebung ist der 202 m hohe Mt. Tifit. Auf Lelepa leben etwa 500 Menschen. Der größte Ort auf der Insel ist das am Südrand gelegene Natapao mit 350 Einwohnern. Am nördlichen Ende der Insel liegt das Dorf Lelo. Auf der Insel gibt es eine Schule, einen Kindergarten und zwei Kirchen (Presbyterianische Kirche und Sieben-Tags-Adventisten).
Zusammen mit der nordöstlichen Nachbarinsel Moso und Efate bildet Lelepa den Naturhafen Havannah Harbour, benannt nach dem britischen Schiff HMS Havannah, das 1849/50 zweimal dort ankerte.

## Fels Cave

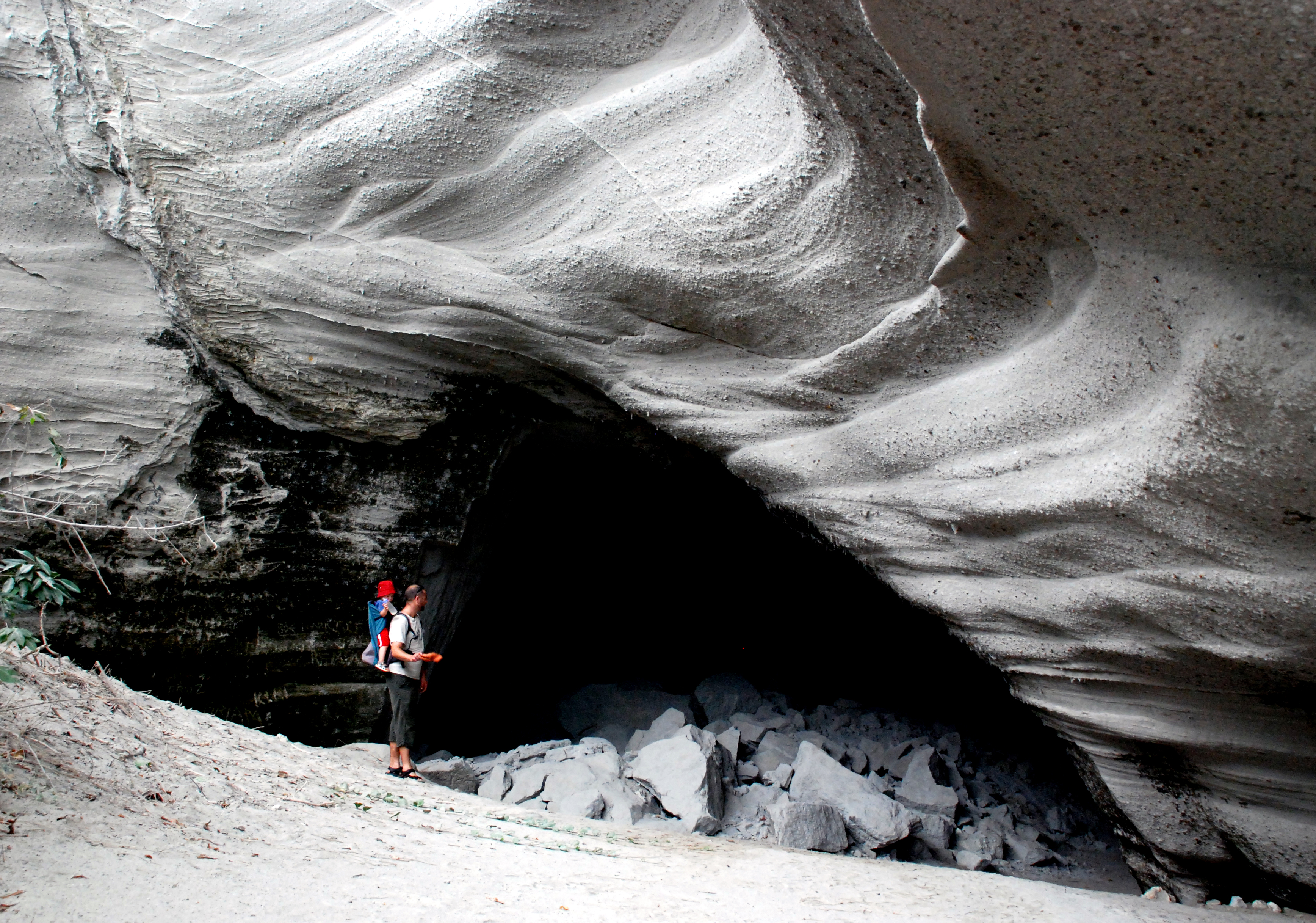
Eingang zu Fels Cave

An der Südwestseite der Insel befindet sich die Höhle Fels Cave (der Name Falesa bezeichnet eine Höhle in der Sprache Nakanamanga, Fels oder Feles ist eine lokale Dialektvariante). In ihr befinden sich zahlreiche, bis zu 3000 Jahre alte Felszeichnungen. Seit 2008 ist die Höhle als Teil von Chief Roi Mata’s Domain ein Weltkulturerbe der UNESCO.
Der Legende nach starb der oberste Häuptling Roi Mata gegen Ende des 16. Jahrhunderts in dieser Höhle. Von ihrem Eingang hat man einen direkten Blick auf Eretoka, wo er begraben wurde. In anderen Legenden war die Höhle der Wohnort des ersten Trägers des Titels Chief Roi Mata.
Fels Cave, 22 Meter über dem Meer gelegen, öffnet sich nach einem Eingang von 6 Metern Höhe bis in eine Höhe von 35 Metern. Ihr Durchmesser beträgt ca. 50 Meter, der Grundriss ist näherungsweise rund. Das umgebende Gestein, lokal fta genannt, besteht aus vulkanischer Brekzie und Bimsstein. Es ist durch darüber lagernden Kalkstein aus dem über die Wasseroberfläche gehobenen früheren Riff vor der Erosion geschützt.

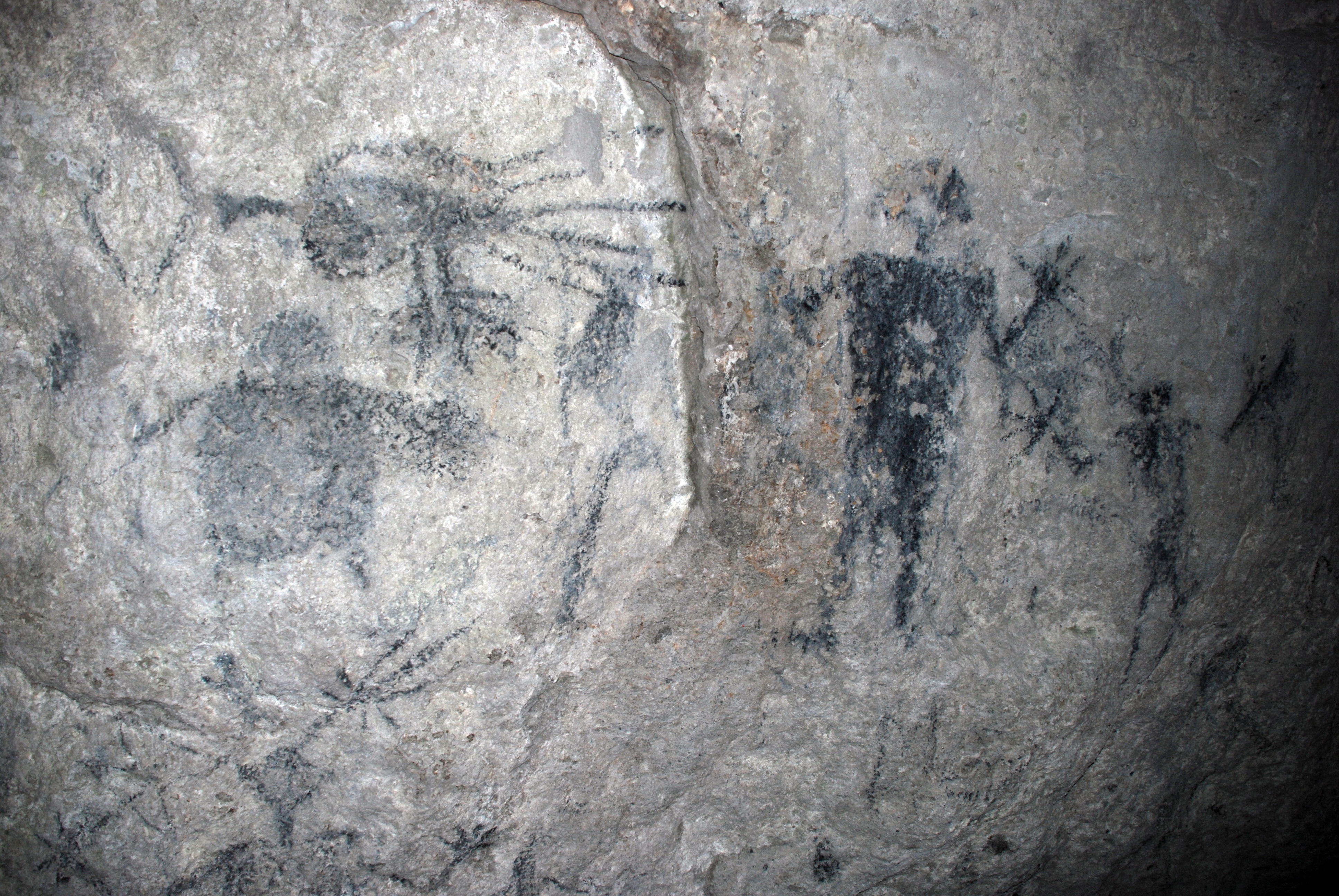
Höhlenmalerei in Fels Cave. Die rechte Figur wird oft mit Chief Roi Mata identifiziert

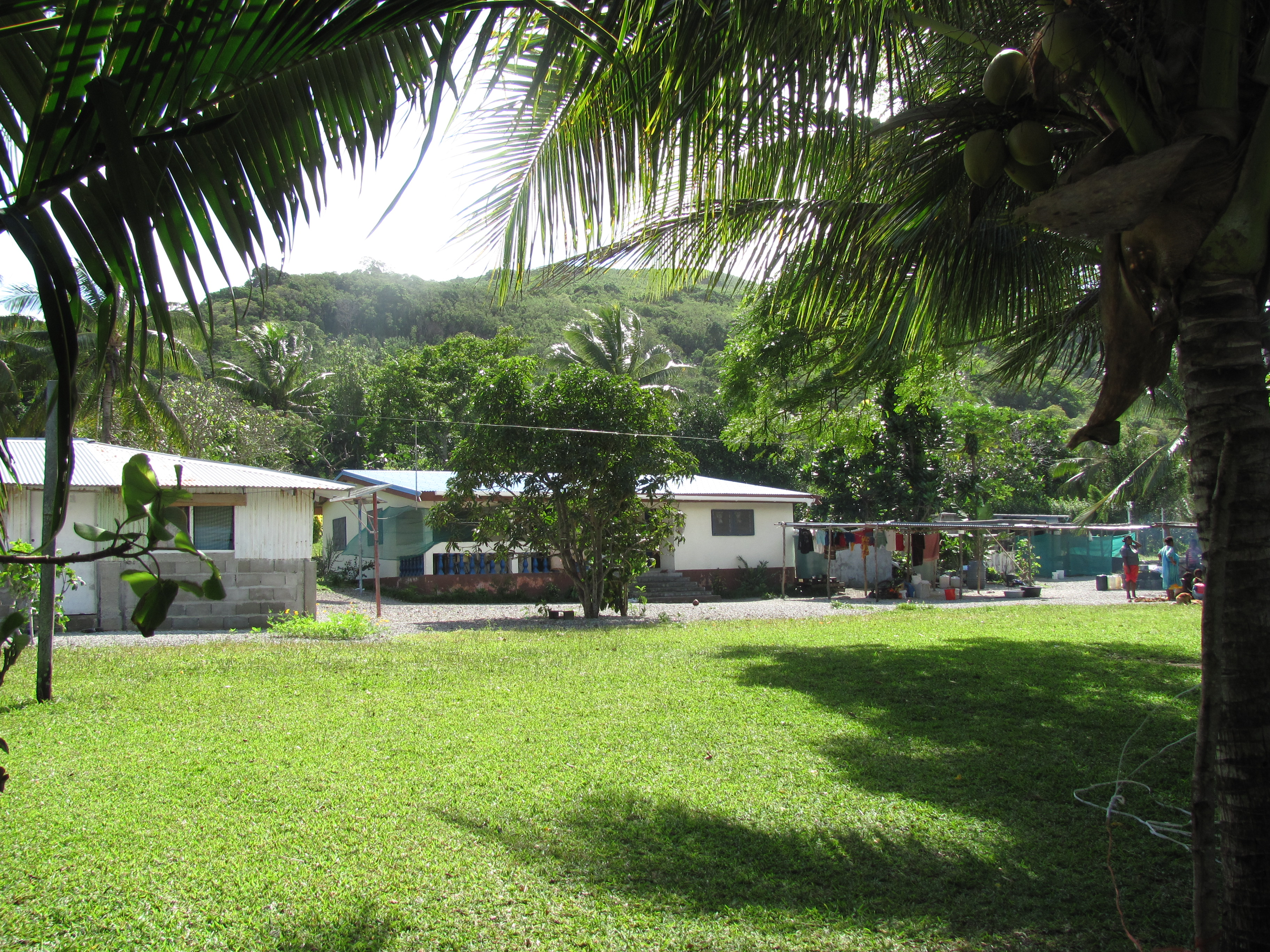
Ortsmitte von Natapao

Bis auf die im Dunkeln liegende Rückwand sind alle Wände in Kopfhöhe mit Höhlenmalereien bedeckt, teilweise überdecken sie sich sogar gegenseitig. Die ältesten von ihnen sind rote Flecken und Handabdrücke, vermutlich aus dem ersten Jahrtausend vor Christus. Sie lassen sich der Lapita-Kultur zuordnen. Der größte Teil der Abbildungen sind jedoch schwarze Strichzeichnungen. Auch unter ihnen finden sich solche, die 1500 Jahre alt sind, jedoch wurden die meisten viel später angefertigt; die jüngste Datierung weist in das 18. Jahrhundert. Die Darstellungen zeigen Vögel, Fische und anthropomorphe Figuren. Abstrakte Motive sind einfache und komplexe geometrische Figuren wie Winkel, Dreiecke und Rauten. Die größte menschliche Darstellung wird der Tradition nach mit Roi Mata identifiziert.
An einigen Stellen finden sich lange Reihen von in den Fels gravierten runden Vertiefungen, wie sie auch aus anderen Teilen Ozeaniens bekannt sind.
Ausgrabungen haben kein Anzeichen ergeben, dass die Höhle jemals bewohnt war. Bei Erdbeben ist sie regelmäßig durch Felsabstürze gefährdet. Zuletzt stürzte bei einem schweren Beben im Jahr 2002 ein Teil des Eingangsbereiches ein.
Für die Bewohner von Lelepa gilt die Höhle als tapu. Nach ihrer Vorstellung wandert nach dem Tod eines Menschen dessen Seele in die Fels Cave. Man sagt, dass man dann ihre Fußabdrücke am Eingang finden könne. Vereinzelt wird noch die Tradition befolgt, nach einem Todesfall diesen Bereich zu fegen und dann am nächsten Morgen nach den Fußstapfen zu suchen.

## Tourismus

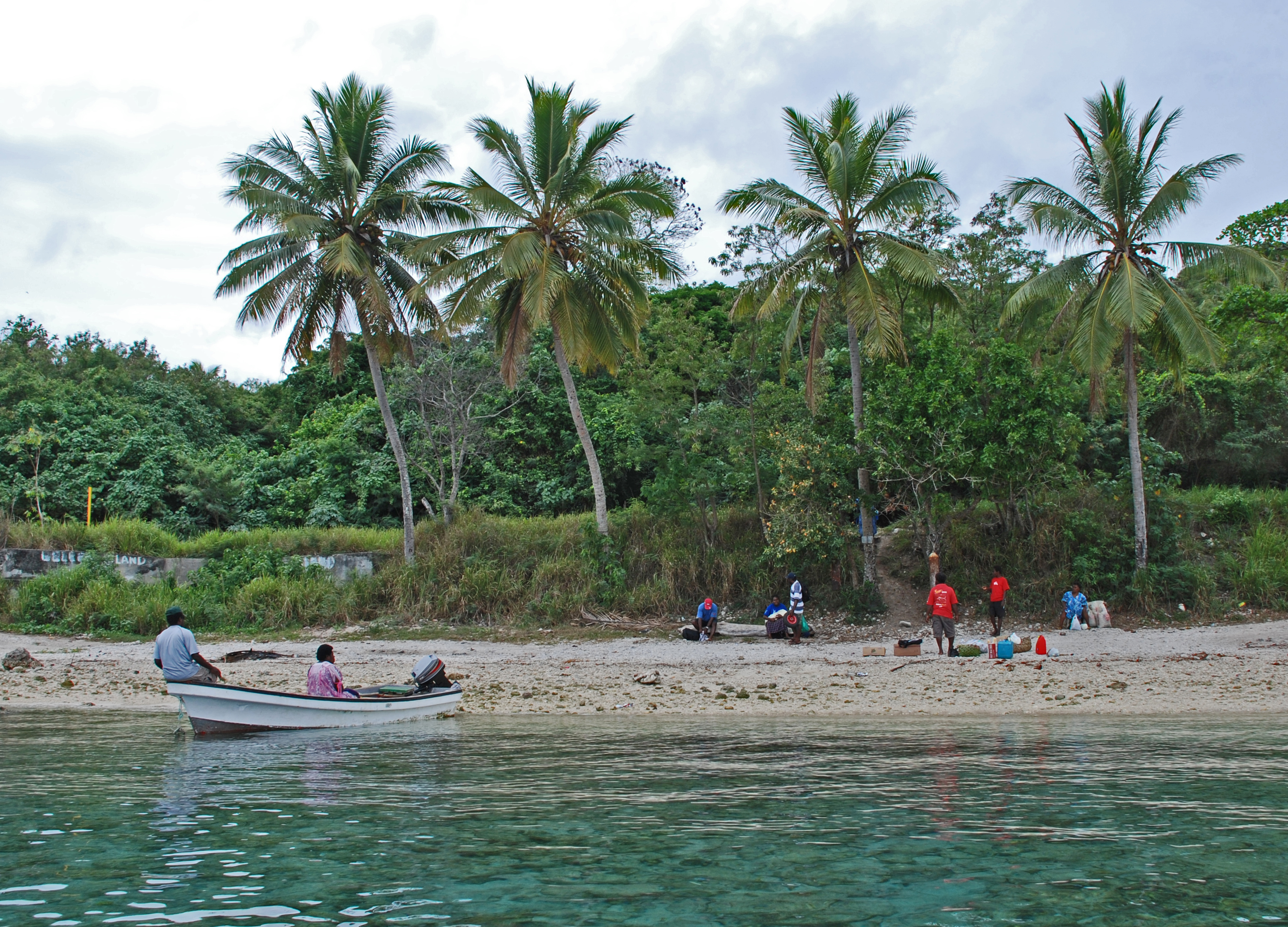
Strand von Lelepa

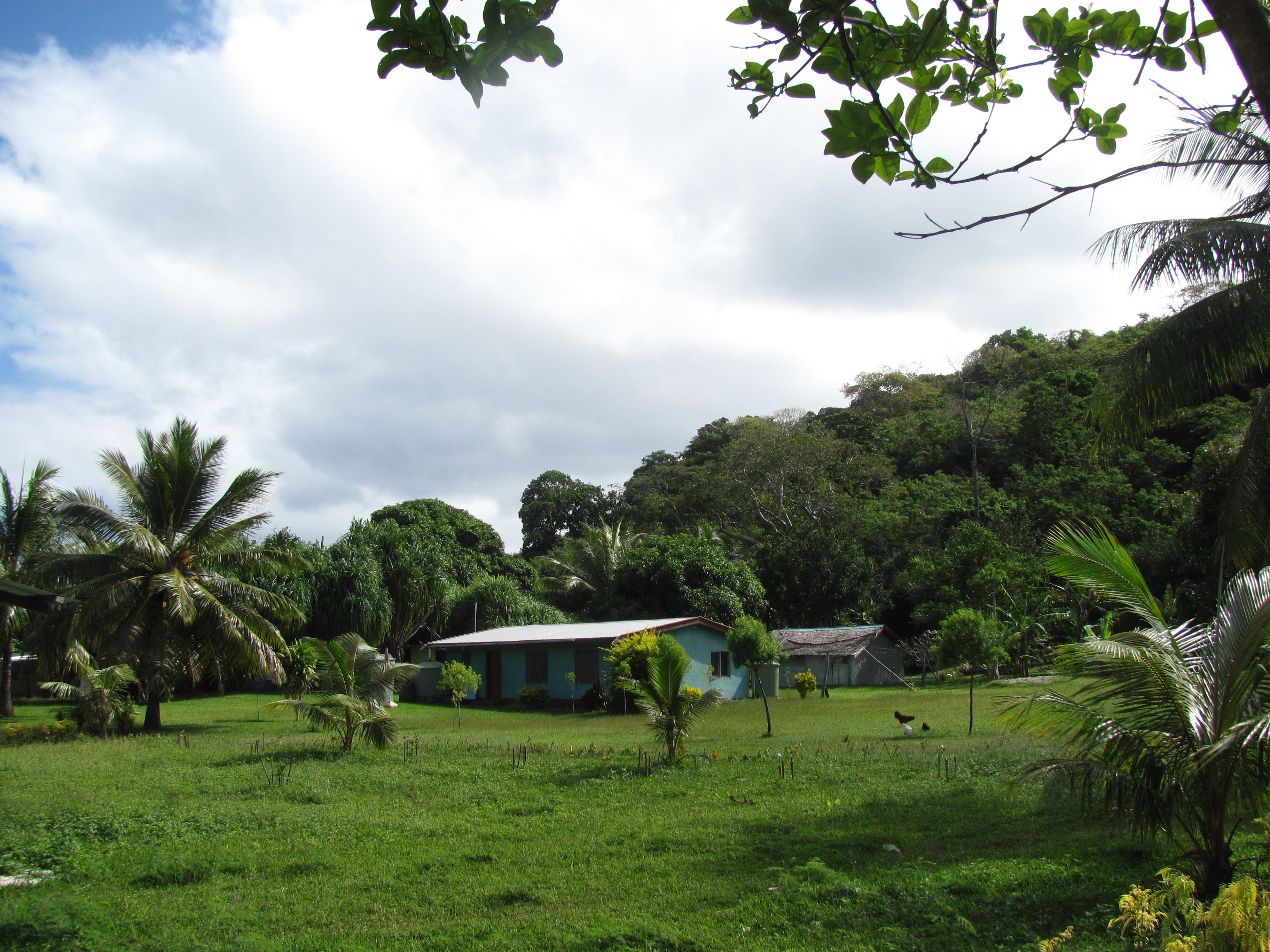
Typisches Wohnhaus am Rande von Natapao

Fels Cave hat bereits seit dem 19. Jahrhundert europäische Besucher angezogen. Im Eingangsbereich der Höhle finden sich Graffiti von Reisenden, die bis 1874 zurückreichen.
Die Gemeinde Natapau betreibt ein Reiseunternehmen, dass Tagesbesucher mit Kanus auf die Insel bringt. Große Bekanntheit erreichte die Insel durch die Eröffnungssequenz der US-Reality-Fernsehshow Survivor, in der die Kandidaten am Strand von Lelepa begrüßt werden. Das tatsächliche Dschungelcamp war jedoch auf Efate bei Mangaliliu.